# Campeonato Argentino de Futebol de 1940
O Campeonato Argentino de Futebol de 1940, originalmente denominado Copa Campeonato de 1940, foi a décima temporada da era profissional da Primeira Divisão do futebol argentino. O certame foi disputado em dois turnos de todos contra todos, entre 7 de abril e 22 de dezembro. O Boca Juniors sagrou-se campeão argentino, pela décima vez.

## Participantes
| Equipe             | Cidade       |
| ------------------ | ------------ |
| Atlanta            | Buenos Aires |
| Banfield           | Banfield     |
| Boca Juniors       | Buenos Aires |
| Chacarita Juniors  | Buenos Aires |
| Estudiantes        | La Plata     |
| Ferro Carril Oeste | Buenos Aires |
| Gimnasia y Esgrima | La Plata     |
| Huracán            | Buenos Aires |
| Independiente      | Avellaneda   |
| Lanús              | Lanús        |
| Newell's Old Boys  | Rosario      |
| Platense           | Buenos Aires |
| Racing Club        | Avellaneda   |
| River Plate        | Buenos Aires |
| Rosario Central    | Rosario      |
| San Lorenzo        | Buenos Aires |
| Tigre              | Victoria     |
| Vélez Sarsfield    | Buenos Aires |

## Classificação final
| Pos | Equipes                 | J  | V  | E | D  | GM | GS | Pts |
| --- | ----------------------- | -- | -- | - | -- | -- | -- | --- |
| 1   | Boca Juniors            | 34 | 24 | 7 | 3  | 87 | 36 | 55  |
| 2   | Independiente           | 34 | 20 | 7 | 7  | 90 | 49 | 47  |
| 3   | River Plate             | 34 | 17 | 8 | 9  | 92 | 54 | 42  |
| 3   | Huracán                 | 34 | 19 | 4 | 11 | 80 | 62 | 42  |
| 5   | Racing                  | 34 | 18 | 5 | 11 | 84 | 67 | 41  |
| 6   | Estudiantes (LP)        | 34 | 18 | 3 | 13 | 80 | 72 | 39  |
| 7   | Gimnasia y Esgrima (LP) | 34 | 17 | 4 | 13 | 77 | 86 | 38  |
| 8   | Newell's Old Boys       | 34 | 14 | 9 | 11 | 70 | 61 | 37  |
| 9   | San Lorenzo             | 34 | 11 | 8 | 15 | 62 | 65 | 30  |
| 10  | Banfield                | 34 | 11 | 7 | 16 | 67 | 65 | 29  |
| 10  | Tigre                   | 34 | 13 | 3 | 18 | 75 | 86 | 29  |
| 10  | Platense                | 34 | 12 | 5 | 17 | 51 | 68 | 29  |
| 13  | Rosario Central         | 34 | 11 | 5 | 18 | 60 | 75 | 27  |
| 13  | Lanús                   | 34 | 12 | 3 | 19 | 75 | 97 | 27  |
| 13  | Ferro Carril Oeste      | 34 | 10 | 7 | 17 | 58 | 76 | 27  |
| 16  | Atlanta                 | 34 | 11 | 4 | 19 | 58 | 87 | 26  |
| 17  | Vélez Sarsfield         | 34 | 11 | 3 | 20 | 51 | 83 | 25  |
| 18  | Chacarita Juniors       | 34 | 8  | 6 | 20 | 38 | 66 | 22  |

|  |            |
|  | Campeão.   |
|  | Rebaixado. |

## Premiação
| Campeonato Argentino de Futebol de 1940 |
| --------------------------------------- |
| Boca Juniors Campeão (10° título)       |

## Goleadores
| Jogador   | Jogador                | Gols | Equipe        |
| --------- | ---------------------- | ---- | ------------- |
| Paraguai  | Delfín Benítez Cáceres | 33   | Racing Club   |
| Espanha   | Isidro Lángara         | 33   | San Lorenzo   |
| Argentina | Ángel Laferrara        | 30   | Estudiantes   |
| Paraguai  | Arsenio Erico          | 29   | Independiente |
| Argentina | Juan Andrés Marvezzi   | 29   | Tigre         |